# 丸岡桂
丸岡 桂（まるおか かつら、1878年（明治11年）10月7日 - 1919年（大正8年）2月12日）は、歌人、能楽研究者、能楽書林創業者。

## 概要
土佐藩士で沖縄県・高知県の県知事を歴任した丸岡莞爾の子として、東京市麹町に生まれる。落合直文門下の歌人となり、曙会、莫告藻会（なのりそかい）を結成し『あけぼの』『なのりそ』を刊行した。また観世喜之とともに謡本の改訂を行い、1907年観世流改訂本刊行会を創業（次男の丸岡大二が後を継ぎ、1936年丸岡出版社と改称、1949年能楽書林と改称）。1919年にスペインかぜで死去。長男は作家の丸岡明、国文学者の松下大三郎は義弟。
また、1902年から1903年にかけて松下大三郎とともに製作した二重反転式ローターのヘリコプター「丸岡式人力ヘリコプター（昇空機）」は、飛行には至らなかったが日本初の重航空機・ヘリコプターとなった。

## 著書
- 『曙集』丸岡桂(月の桂のや) 姫百合社 1901
- 『古今謡曲解題』観世流改訂本刊行会 1919

### 編纂
- 『国文大観』全10篇 松下大三郎共編 板倉屋書房 1903-1906
- 『観世流改訂謡本』観世清之共訂 観世流改訂本刊行会 1908
- 『謡曲全集』新訂 大町桂月共校 至誠堂 学生文庫 1912
- 『解説参考謡本』訂 観世流改訂本刊行会 1913
- 『観世流改訂謡本』訂 観世流改訂本刊行会 1918-21
- 『観世流小謡全集 類題索引』訂 観世流改訂本刊行会 1920
- 『観世流改訂謡本 初心者稽古用』訂 観世流改訂本刊行会 1921
- 『観世流旅之友』訂 観世流改訂本刊行会 1922
- 『観世流改訂謡本百二十番集』全11巻 訂正 観世流改訂本刊行会 1926
- 『観世流謡曲全集』訂 観世流改訂本刊行会 1926
- 『観世流改訂謡本解説』訂 観世流改訂謡本刊行会 1926
- 『観世流独吟全集 附・仕舞謡全集』訂 観世流改訂本刊行会 1926